# ستيفن ليندسي
ستيفن ليندسي (بالإنجليزية: Steven Lindsey)‏ (و. 1960 – م) هو ضابط، ورائد فضاء من الولايات المتحدة الأمريكية . ولد في أركاديا، لوس أنجليس، كاليفورنيا .تولى منصب Chief of the Astronaut Office (1 سبتمبر 2006–1 أكتوبر 2009) .

## ريادة الفضاء
شارك في المهمات الفضائية:
- STS-121
- STS-104
- STS-95
- STS-133
- STS-87.

## التعليم
تعلم في U.S. Air Force Test Pilot School، وأكاديمية سلاح الجو الأمريكي

## الخدمة العسكرية
خدم في القوات الجوية الأمريكية.

## جوائز
حصل على جوائز منها:
- جائزة الشجاعة طيران.